# Marcus Cornelius Cethegus (consul in 204 v.Chr.)
Marcus Cornelius Cethegus († 196 v.Chr.) was een Romeins politicus en redenaar.
Cethegus werd in 213 v.Chr. pontifex maximus en aedilis curulis. In 211 v.Chr. werd hij praetor en bewees zich in Apulië en Sicilië als succesrijke administrator. In 209 v.Chr. werd hij censor en 204 v.Chr. consul. In 203 v.Chr. was hij proconsul in Opper-Italië. Daar overwon hij samen met de praetor Publius Quintilius Varus in het gebied van de Insubres een slag tegen Mago Barkas en dwong deze daarmee, Italië te verlaten. Hij stierf in 196 v.Chr.
Hij was een redenaar van hoog aanzien en werd door Ennius om zijn suadae medulla geroemd.